# Rhynchospora agostiniana
Rhynchospora agostiniana är en halvgräsart som beskrevs av Tetsuo Michael Koyama. Rhynchospora agostiniana ingår i släktet småag, och familjen halvgräs. Inga underarter finns listade i Catalogue of Life.